# Princesse Raina
 (novembre 2024).
Rayna Popgeorgieva Futekova (en Bulgare: Райна Попгеоргиева Футекова), plus connue sous le nom de Rayna Knyaginya (Райна Княгиня), ou encore "La Reine des Bulgares" (1856-1917) était une professeur et révolutionnaire bulgare devenue célèbre pour avoir cousu le drapeau de l'insurrection d'avril 1876 contre la domination ottomane, visant la libération et l'indépendance du pays.

## Biographie
Raina Futekova est née à Panagyurishte le 18 janvier 1856 dans la famille du prêtre Georgi Futekov (Георги Футеков) (1830-1876). Sa mère est Nona Nalbantska (1835-1923). La famille a 6 enfants : Raina, Atanas, Maria, Vasil, Pena et Zahari.
Elle est diplômée de l'école pour filles de Stara Zagora.
À l'âge de 20 ans, alors qu'elle travaillait comme directrice de l'école de jeunes filles de Panagyurishte, on lui demanda de coudre le drapeau pour l'Insurrection d'avril 1876 à la demande de Georgi Benkovski, un important révolutionnaire bulgare, ce qu'elle accepta.
Le jour où l’insurrection fut proclamée en avril 1876, elle brandit le drapeau aux côtés de Georgi Benkovski. Après l’écrasement brutal de la révolte par les troupes ottomanes, elle fut capturée, puis de nombreuses fois violée, molestée, battue et n’eut droit qu’à du pain et de l’eau pendant plus d’un mois dans la prison de Plovdiv.
Après l'intervention de diplomates européens, Raina fut libérée et envoyée à Moscou. Elle y étudia la médecine pendant 3 ans et devint sage-femme, faisant d'elle la première diplômée de cette profession en Bulgarie. Sur place, elle écriva également son autobiographie qui sera d'abord publié en russe, il s'agissait du premier livre sur l'insurrection d'avril 1876. Il faudra attendre 1934 pour qu'elle soit traduite en bulgare, puis 1935 pour qu'elle soit publié en Bulgarie à titre posthume,. Lors de son séjour à Moscou, elle réussit également à organiser l'éducation de 32 orphelins originaires de Panagyurishte, y compris celle de son jeune frère, grâce à un comité de bienfaisance féminin.

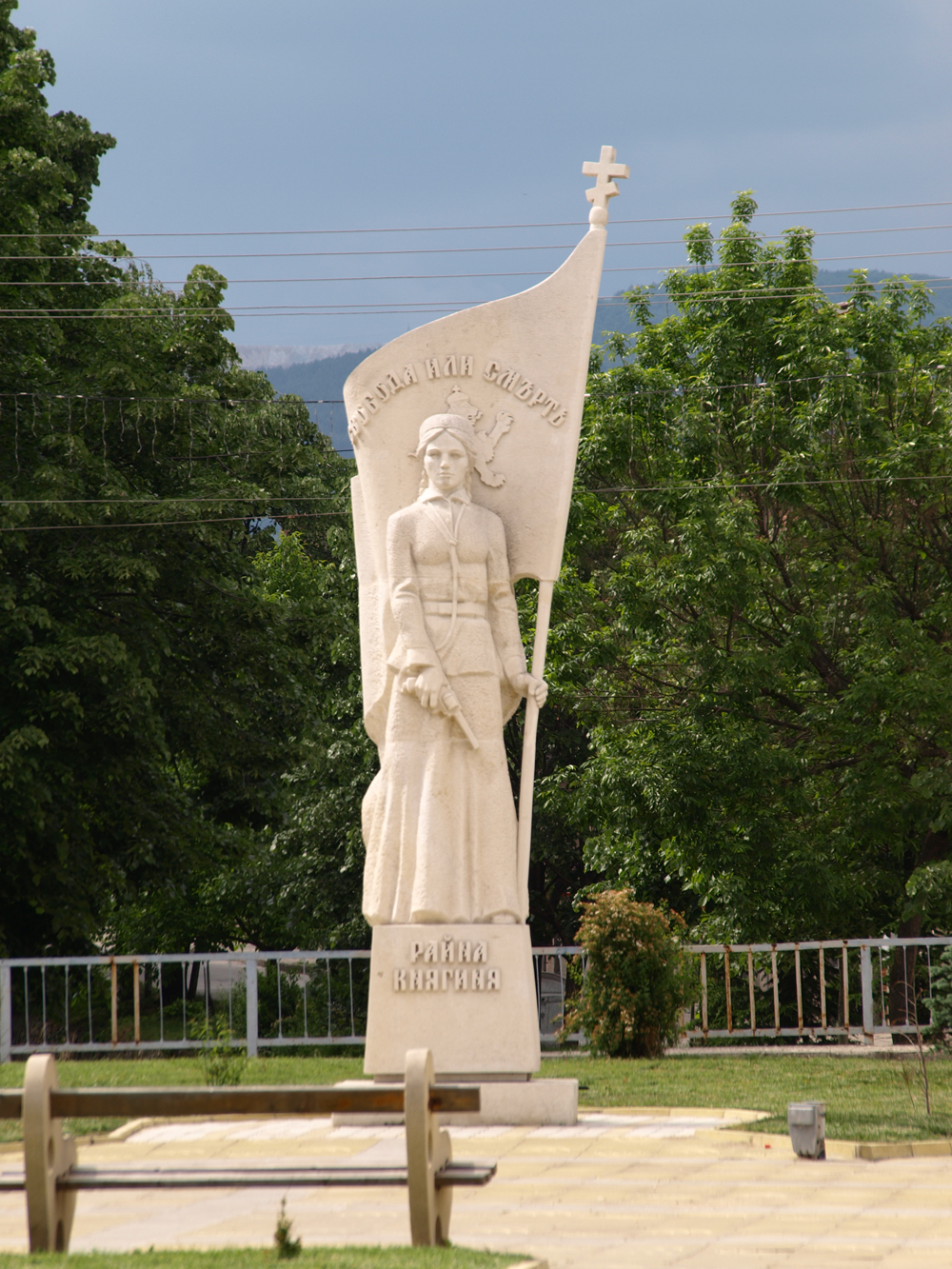
Le monument de Rayna Knyaginya à Panagyurichté

Elle retournera vivre en Bulgarie où elle sera professeur à Veliko Tarnovo. Puis elle épousera Vasil Dipchev (Васил Дипчев), maire de la ville de Panagyurishte. Ils déménageront ensuite à Plovdiv.
Ils auront 5 fils, dont 4 qui deviendront officiers de l'armée bulgare : le général Ivan Dipchev, Georgi Dipchev, Vladimir Dipchev et le colonel Asen Dipchev (Иван Дипчев). Le cinquième est tragiquement décédé à l'âge de 15 ans en jouant avec l'arme de son père, se tirant accidentellement dessus. Raina adoptera aussi une fille, Gina.
En 1898, Vasil Dipchev (Васил Дипчев) sera élu représentant national et la famille déménagera à Sofia. Cependant, il moura peu de temps après, à la suite de persécutions politiques et d'un passage à tabac dans la Mosquée Noire (Sveti Sedmochiselnitsi) de Sofia, laissant Rayna avec six enfants, dont l'aîné n'avait que 13 ans.
Plus tard, Rayna travailla dans les quartiers de Sofia d'Orlandovtsi et de Malashevtsi, maintenant des liens solides avec la famille de Hristo Botev.
À l'occasion du 25e anniversaire de l'Insurrection d'Avril 1876 en 1901, Rayna Knyaginya prépara trois copies du drapeau original, dont deux ont survécu jusqu'à aujourd'hui, tandis que l'une d'elles a été détruite lors des bombardements de Sofia pendant la Seconde Guerre mondiale.
Elle décède à l'âge de 61 ans à Sofia le 29 juillet 1917.
Raina Kostentseva (Райна Костенцева) écriva à son sujet : "Raina Popgeorgieva était une personne extraordinaire. Toujours souriante, toujours prête à aider et à réconforter. Modeste, compatissante, humaine. Plus d'un demi-siècle s'est écoulé depuis sa mort, mais je ne peux pas l'oublier et ni m'en remettre (...) Tant comme personne que comme sage-femme, elle était exceptionnelle. Je ne connais personne comme elle. Après l'accouchement, elle venait chaque jour donner le bain au bébé et surveiller la nouvelle mère.. Il était bien connu qu’aucune de ses patientes n’avait contracté la fièvre puerpérale qui sévissait alors. Elle donnait de précieux conseils aux jeunes mères, aimait les enfants qu’elle aidait à mettre au monde comme les siens propres et s'en occupait comme une véritable mère. Inutile de parler de son patriotisme exceptionnel, connu de tout Bulgare un tant soit peu instruit." 

## Distinctions
- Le pic Rayna Knyaginya, situé sur l'île Livingston en Antarctique, porte son nom.
- Un timbre postal bulgare à son effigie a également été émis en 2017.

## Sources
1. ↑  « Rayna Knyaginya: The Embodiment of Bulgarian Courage and Defiance - Novinite.com - Sofia News Agency », sur www.novinite.com (consulté le 18 novembre 2024)
2. 1 2  (bg) Regional Library “Lyuben Karavelov” Ruse, « Родена Райна Княгиня (1856-1917) », sur www.libruse.bg (consulté le 29 novembre 2024)
3. 1 2 3 4 5 6  (bg) « Какво знаем и какво не знаем за Райна Княгиня - ЖЕНИТЕ ОНЛАЙН » (consulté le 18 novembre 2024)
4. ↑  Cholakova, Ts. Maison-Musée "Raina Knyaginya" - une partie du patriotisme d'une grande époque. Chroniques de Panagyura, vol. VI, Panagyurichté, 2013, p. 137
5. ↑  Райна Костенцева, Моят роден град София, София, Издателство на ОФ,‎ 1979, 142 - 142 p.